# Erik Ahlman
Erik Gustaf Ahlman, född 8 maj 1892 i Åbo, död 27 augusti 1952 i Helsingfors, var en finländsk filosof. Han var far till Kirsti Lagerspetz.

## Biografi
Ahlman avlade filosofie doktorsexamen 1916. Han verkade som latin- och grekiskalärare vid fi 1918–1922 och vid fi 1922–1927. Han var docent i filosofi vid Helsingfors universitet 1926–1930 och adjunkt i klassisk filologi 1931–1935. Från 1935 till 1948 var han professor i filosofi och teoretisk pedagogik vid Pedagogiska högskolan i Jyväskylä, där han också tjänstgjorde som rektor 1940–1948. År 1948 blev han professor i praktisk filosofi vid Helsingfors universitet.

## Akademisk karriär och verk
I sina talrika vetenskapliga skrifter dryftade Ahlman bland annat olika värdeteoretiska problem samt behandlade etiska och estetiska frågor. Bland hans arbeten märks Arvojen ja välineitten maailma (1920) och det postuma Ihmisen probleemi (1953). Han bidrog också till filosofiska diskussioner genom sina essäer och aforismer, som i Teoria ja todellisuus (1925).
Ahlman var även aktiv som översättare och redaktör, och han deltog i översättningen av verk av bland andra Stefan Zweig.

## Personligt liv
Erik Ahlman var gift med Else Valborg Friis. Hans föräldrar var Johan Markus Ahlman och Maria Lovisa Holstius.

## Utmärkelser
- Kommendörstecknet av Finlands Vita Ros’ orden,  1940[2]
- Frihetskrigets minnesmedalj[2]
- Vinterkrigets minnesmedalj[2]

[Redigera Wikidata]